# 김태환 (배우)
김태환(1992년 7월 12일~)은 대한민국의 배우이자 모델이다. 중국 드라마 아적기묘남우(나의 특별한 남자친구)로 데뷔했다.

## 참여 작품
- 2016년: 아적기묘남우
- 2017년: 하백의 신부 2017

### 웹 시리즈
- 2022년: 수업중입니다